# Kaiserlicher Rat im Reichsland Elsaß-Lothringen
Der Kaiserliche Rat agierte als oberster Verwaltungsgerichtshof im Reichsland Elsaß-Lothringen. Er bestand von der Bildung des Reichslandes bis 1918.
Er entschied über Beschwerden gegen Entscheidungen der Bezirksräte in streitigen Sachen und in einigen anderen Fällen. Eine Erweiterung seiner Zuständigkeit konnte durch den Kaiser erfolgen. Er bestand aus zehn durch kaiserliche Verordnung ernannten Mitgliedern des Ministeriums, ab 1898 unter dem Vorsitz eines besonderen Präsidenten.  An der Entscheidung mussten mindestens fünf Mitglieder, einschließlich des Vorsitzenden, teilnehmen.

## Präsidenten
- 1898–1902: Julius von Freyberg-Eisenberg
- 1903–1909: Alexander von der Goltz
- nach 1909: Karl Ott